# ورسخواران
ورسخوران، روستایی از توابع بخش ارجمند شهرستان فیروزکوه در استان تهران ایران است.

## جمعیت
این روستا در دهستان دوبلوک قرار دارد و براساس سرشماری مرکز آمار ایران در سال ۱۳۸۵، جمعیت آن ۴۶۳ نفر (۱۴۱خانوار) بوده‌است.

## زبان
مردم این روستا به زبان مازندرانی صحبت می کنند.